# アクションスポーツパーク岡山
アクションスポーツパーク岡山（Action Sports Park Okayama、ASPO、アスポ）とは、岡山県岡山市に2001年から2011年まで存在した運動施設。中国地方を代表する、日本最大級のスケートパークとして知られた他、クライミング設備も充実していた。

## 概要
2001年（平成13年）8月、岡山市が所有する国鉄岡山操車場跡地に建設。岡山市から委託されたエックススポーツジャパン株式会社が運営を行った。広大な敷地内にはアグレッシブインラインスケート、フリースタイルBMX、スケートボード向けのスケートパークの他に、ローラースケートリンク、インラインホッケーリンク、一周600mの外周コースも備え、様々な利用者を受け入れていた。

## 閉鎖
年間50万人を想定した入場者は3万 - 8万人台、同20万人を見込んでいた有料入場者もわずか2万人前後と低迷する中、ASPOに対して否定的な高谷茂男が2005年（平成17年）に岡山市長に就任。2010年（平成22年）6月、一年後に迎えるエックススポーツジャパンとの契約期間満了を機に具体的な跡地利用の計画も無いままASPOの閉鎖を発表した。岡山市唯一であり、日本でも屈指のスケートパークの存続を求める利用者達は50,912分の署名（団体発表）を市に提出したものの決定は覆らず、2011年（平成23年）6月30日を最後にアクションスポーツパーク岡山は終了した。
ASPOの運営は独立採算制のため市の追加負担は生じていないが、エックススポーツジャパン社の累積赤字は2009年度末で約3億円に膨らんでいた。